# Zwi Pesach Frank
Zwi Pesach Frank (* 20. Januar 1873 in Kowno, Russisches Kaiserreich; † 10. Dezember 1960 in Jerusalem) war ein seit 1891 in Eretz Israel lebender jüdischer Gelehrter und für mehrere Jahrzehnte Oberrabbiner von Jerusalem.

## Leben

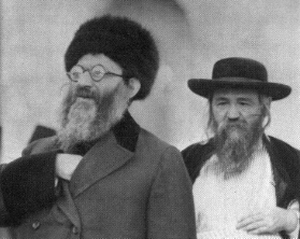
Frank (rechts) mit Abraham Isaak Kook

Seit 1907 war er Dajan in Jerusalem und maßgeblich beteiligt an der Errichtung des israelischen Oberrabbinats und an der Ernennung Kooks zum ersten aschkenasischen Oberrabbiner.
Er traf viele halachische Grundsatzentscheidungen, die oftmals als offizielle Richtschnur des Jerusalemer Oberrabbinats übernommen wurden.
Raw Frank ist auf dem Har HaMenuchot begraben. An seiner Beerdigung, während der alle Batei Din geschlossen blieben und das israelische Kabinett seine Arbeit unterbrach, um den Ministern die Teilnahme zu ermöglichen, nahmen Tausende Menschen teil.

## Wichtige Werke
- Har Tzvi
- Eretz Tzvi
- Mikra'ei Kodesch